# Serug
Serug (hebr. שְׂרוּג) − postać biblijna. Był synem Reu i ojcem Nachora oraz pradziadkiem patriarchy Abrahama (Rdz 11,20-23; 1Krn 1,26). W Ewangelii Łukasza (Łk 3,35) wymieniony pod greckim imieniem Saruch wśród przodków Jezusa.
Według apokryficznej Księgi Jubileuszów (Jub 11,1-7) pierwotnie nosił imię Seroh, które zmienił na Serug w czasach gdy potomkowie Noego zaczęli walczyć między sobą. Wówczas to osiadł w Ur i wziął sobie żonę imieniem Melka, z którą miał syna Nachora. Miał także porzucić kult jedynego Boga i zwrócić się ku idolatrii.